# Ambasada RP w Rzymie

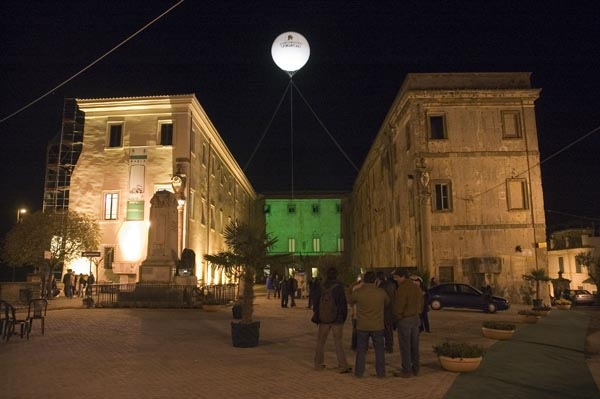
Pałac Rospigliosi w Rzymie - b. siedziba Ambasady RP (1930), ob. mieszczący Uniwersytet Touro

Ambasada Rzeczypospolitej Polskiej w Rzymie (wł. Ambasciata della Repubblica di Polonia in Italia) – polska misja dyplomatyczna w stolicy Włoch. Ambasador Rzeczypospolitej we Włoszech akredytowany jest również w San Marino.

## Skład placówki
W skład placówki wchodzą:
- Wydział Polityczno-Ekonomiczny
- Wydział Konsularny, via di San Valentino 12
- Wydział Administracji
- Referat Finansowy
- Ataszat Obrony

## Siedziba
W 1922 poselstwo mieściło się przy Piazza di Spagna (pl. Hiszpańskim) 20, w 1927 przy Piazza Campitelli 3, w latach 1930–1932 w Palazzo Rospigliosi przy via Ventiquattro Maggio 43, w 1934 przy via Cesare Beccaria 35, 1936–1939 w Palazzo Mattei Caetani przy via delle Botteghe Oscure 32.
W 1922 Wydział Konsularny mieścił się przy Piazza d'Aracoeli 33, w 1932 Konsulat Generalny przy via Sollerino Undici, w latach 1934–1939 przy via Gerolamo Fracastoro 2.

## Konsulaty honorowe
- Ankona
- Bolonia
- Brindisi
- Cagliari
- Florencja
- Genua
- Neapol
- Palermo
- Turyn

Źródło.